# Williams Field
Williams Field, of Willy Field, (ICAO: NZWD) is een luchthaven van het onderzoeksstation McMurdo, Ross Dependency, Antarctica. Vanaf december wanneer het ijs begint te breken worden de vluchten van Ice Runway naar hier verplaatst.